# Tenix Pty Limited
Tenix Pty Limited — холдинговая компания Tenix Group, крупнейшего австралийского технологического контрактора.
В Tenix Group входят:
- Tenix Alliance — обеспечивает проектирование, строительство, управление и обслуживание программ и проектов в области энергетики, коммунального хозяйства, транспорта и промышленности в Австралии, Новой Зеландии, и южно-тихоокеанском регионе.
- Tenix Solutions — занимается решениями в области управления движением, решениями для парковки и решениями для общественной безопасности.
- Tenix LADs — обеспечивает воздушные лидарные гидрографические исследования с использованием авиационной батиметрической лидарной системы Laser Airborne Depth Sounder (LADS).